# Agàtocles de Tràcia
Agàtocles (en llatí Agathocles, en grec Ἀγαθοκλῆς) fou fill de Lisímac de Tràcia, nascut d'una dona del poble traci dels odrisis de nom Maoris, o bé, i sembla més segur, de Nicea, filla d'Antípater.
El seu pare el va enviar contra els Getes vers el 292 aC però fou derrotat i fet presoner; fou tractat amb amabilitat per Dromiquetes el rei dels getes, que el va reenviar el seu pare sense demanar rescat i juntament amb regals. Tot i això Lisímac va marxar llavors personalment contra els getes i fou fet presoner ell mateix. Dromiquetes el va alliberar i li fou concedida la mà de la filla de Lisímac.
Més tard Agàtocles fou enviat contra Demetri Poliorcetes que havia entrat a Àsia i volia ocupar Cària i Lídia que pertanyien a Lisímac. Agàtocles va derrotar a Demetri i el va expulsar de les províncies en litigi. Com a príncep hereu era força popular entre els seus súbdits, però la seva madrastra Arsínoe II va parlar contra ell a Lisímac.
Agàtocles va patir un intent de ser enverinat (segurament instigat per Arsínoe) que va fracassar, però el pare el va tancar poc després a la presó acusat de conspiració, on fou mort el 284 aC per Ptolemeu Ceraune refugiat a la cort de Lisímac. La seva vídua, Lisandra, va fugir del país amb els seus fills i el seu germà Alexandre i es va refugiar a territori Selèucida. Seleuc I Nicàtor va iniciar seguidament la lluita contra Lisímac.